# 瑶岗路
瑶岗路，安徽省合肥市东部城区的一条东西向干道，得名自渡江战役总前委所在地瑶岗村。道路东起龙兴大道，西至二十埠河东侧的滨河东路。沿路有肥东县工人文化宫、和睦湖公园、肥东大剧院、肥东县图书档案方志馆、安徽省肥东第一中学、肥东科技馆、安徽医科大学第一附属医院东城院区、渡江战役总前委旧址纪念馆、合肥市公共卫生临床医疗中心等。

## 轨道交通
- █ 2号线：马桥站
- 东部新城有轨电车（规划）